# Théorème de Donsker

Simulations de X_{n} de n=100 à n=800 avec U de loi uniforme sur l'ensemble {-1,1}

En théorie des probabilités, le théorème de Donsker établit la convergence en loi d'une marche aléatoire vers un processus stochastique gaussien. Il est parfois appelé le théorème central limite fonctionnel.
Ce théorème est une référence pour la convergence en loi de marches aléatoires renormalisées vers un processus à temps continus. De nombreux théorèmes sont alors dits de « type Donsker ».

## Énoncé classique
Soient {\displaystyle (U_{n},n\geq 1)} une suite iid de variables aléatoires centrées, de carré intégrable et de variance {\displaystyle \sigma ^{2}}.
On interpole la marche aléatoire {\displaystyle \sum _{k=1}^{n}U_{k}} de manière affine par morceaux en considérant le processus  {\displaystyle (X_{n}(t),t\geq 0)} défini par
{\displaystyle X_{n}(t)={\frac {1}{\sigma {\sqrt {n}}}}\left(\sum _{k=1}^{[nt]}U_{k}+(nt-[nt])U_{[nt]+1}\right)}     pour {\displaystyle t>0} et où [x] désigne la partie entière de x.
Considérons l'espace {\displaystyle {\mathcal {C}}([0,1])} des fonctions à valeurs réelles et continues sur [0,1]. On munit {\displaystyle {\mathcal {C}}([0,1])} de la tribu borélienne {\displaystyle {\mathcal {B}}} et de la norme infini {\displaystyle ||.||_{\infty }} . Ainsi, {\displaystyle X_{n}} est une variable aléatoire à valeurs dans {\displaystyle ({\mathcal {C}}([0,1]),{\mathcal {B}})} .

### Théorème (Donsker, 1951)
La suite {\displaystyle (X_{n},n\geq 1)} converge en loi vers un mouvement brownien standard {\displaystyle B=(B_{t},t\geq 0)} quand n tend vers l'infini. 
Ici B est vu comme un élément aléatoire de {\displaystyle ({\mathcal {C}}([0,1]),{\mathcal {B}})}.

### Idées de la démonstration
Notons {\displaystyle X_{n}(t)={\frac {1}{\sigma {\sqrt {n}}}}\sum _{k=1}^{[nt]}U_{k}+\psi _{n,t}}
En utilisant l'inégalité de Bienaymé-Tchebychev, on montre que  {\displaystyle \psi _{n,t}} converge en probabilité vers 0. 
Ainsi par le théorème central limite, {\displaystyle X_{n}(t){\underset {n\rightarrow \infty }{\stackrel {loi}{\longrightarrow }}}{\sqrt {t}}N} (converge en loi) où N est une variable aléatoire de loi normale {\displaystyle {\mathcal {N}}(0,1)}.
De manière similaire, on obtient successivement
{\displaystyle (X_{n}(s),X_{n}(t)-X_{n}(s)){\underset {n\rightarrow \infty }{\stackrel {loi}{\longrightarrow }}}(B_{s},B_{t-s})}
{\displaystyle (X_{n}(s),X_{n}(t)){\underset {n\rightarrow \infty }{\stackrel {loi}{\longrightarrow }}}(B_{s},B_{s}+B_{t-s})}
{\displaystyle (X_{n}(t_{1}),X_{n}(t_{2}),...,X_{n}(t_{k})){\underset {n\rightarrow \infty }{\stackrel {loi}{\longrightarrow }}}(B_{t_{1}},B_{t_{2}},...,B_{t_{k}})}
où B est un mouvement brownien standard.
Reste à montrer que la suite {\displaystyle (X_{n},n\geq 1)} est tendue. Pour cela, on montre que 
{\displaystyle \lim _{\lambda \rightarrow \infty }{\underset {n\rightarrow \infty }{\lim \sup }}\,\lambda ^{2}\max _{k\leq n}\mathbb {P} \left(\sum _{i=1}^{k}U_{i}\geq \lambda \sigma {\sqrt {n}}\right)=0}
On démontre d'abord cette convergence pour le cas où les variables {\displaystyle U_{i}} sont normales. Pour généraliser à une loi quelconque, on utilise le théorème central limite et l'inégalité de Bienaymé-Tchebychev pour affiner les majorations.

## Énoncé pour les processus empiriques
Soit {\displaystyle (X_{i},i\geq 1)} une suite iid de variables aléatoires de loi uniforme sur [0,1]. On note F la fonction de répartition commune des variables {\displaystyle X_{i}}. (  {\displaystyle F(t)=\mathbb {P} [X_{i}\leq t]} ) 
On définit la fonction de répartition empirique Fn de l'échantillon X1,X2,...,Xn par
{\displaystyle F_{n}(t)={\frac {1}{n}}\sum _{i=1}^{n}1\!\!\!1_{X_{i}\leq t}\,,\,t\in [0,1]}
ainsi que le processus empirique associé Wn par 
{\displaystyle W_{n}(t)={\sqrt {n}}(F_{n}(t)-F(t))={\frac {1}{\sqrt {n}}}\sum _{i=1}^{n}(1\!\!\!1_{X_{i}\leq t}-F(t))\,,\,t\in [0,1]}.
Considérons l'espace {\displaystyle D([0,1])} des fonctions càdlàg (continues à droite et avec limites à gauche) sur [0,1] muni de la topologie de Skorokhod.
Théorème (Donsker, 1952) (conjecture de Doob, 1949) — 
La suite de processus {\displaystyle (W_{n},n\geq 1)} converge en loi dans l'espace  {\displaystyle D([0,1])} vers un pont brownien {\displaystyle W=(W(t),t\in [0,1])} quand  n tend vers l'infini.

## Voir également
- Théorème de Glivenko-Cantelli
- Test de Kolmogorov-Smirnov